# کامستک
کمیته دائمی همکاریهای علمی و فناوری سازمان همکاری اسلامی یا به طور اختصار کامستک (به انگلیسی: COMSTECH) به منظور افزایش همکاریهای علمی و ارتقاء سطوح ارتباطات علمی کشورهای عضو سازمان همکاری اسلامی (OIC) تأسیس شده است. این کمیته با هدف و تأکید بر توسعه آموزش‌های تکمیلی، سرمایه‌گذاری در بخش تحقیقات، توجه ویژه به فناوری اطلاعات، مبادله اطلاعات میان کشورهای اسلامی و جلوگیری از فرار مغزها شکل گرفته است.

## تاریخچه

ایاد امین مدنی، دبیر کل سازمان همکاری اسلامی

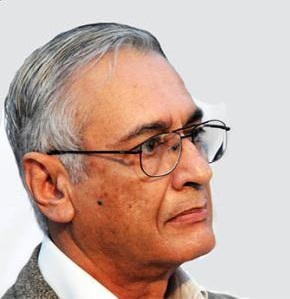
شوکت حمید خان، هماهنگ کننده کل کامستک

در سال ۱۹۸۱ جهت نظارت بر تحقیقات علمی و فناوری کشورهای عضو سازمان همکاری اسلامی (OIC) در نشستی که این سازمان در کشور عربستان (در شهر مکه) داشت با رای اکثریت اعضا تصویب گردید. براین اساس رئیس جمهور پاکستان از طرف سازمان کنفرانس اسلامی به عنوان رئیس کامستک انتخاب گردید و اولین جلسه آن در سال ۱۹۸۳ در اسلام‌آباد پاکستان برگزار شد. کامستک ۵۷ عضو از چهار قاره مختلف جهان دارد.

## اهداف
مهمترین اهداف کامستک عبارتند از:
- افزایش سطح همکاریهای علمی و فناوری میان کشورهای اسلامی به منظور حل مشکلات این کشورها
- شناخت و تشویق ابداعات علمی و فناوری که متضمن منافع پایدار در توسعه اقتصادی و اجتماعی کشورهای اسلامی است.
- تشویق کشورهای اسلامی به منظور توسعه برنامه همکاری میان مراکز پژوهشی مرتبط با علوم و فناوری و محیط زیست که نقش اساسی و حیاتی در توسعه این کشورها دارند.
- افزایش منابع مالی و انسانی کشورهای اسلامی و تعیین اولویت‌های علمی و فناوری
- مشارکت و همکاری کشورهای اسلامی در پروژه‌های علمی جهان و برنامه‌های پیشبرد علم و فناوری
- ترغیب تولید علم و فناوری در طرح توسعه ملی کشورهای جهان اسلام

## شبکه‌های زیرمجموعه
کامستک تا کنون ۱۳ شبکه بین دولتی (IGO) که در زمینه‌های مختلف فعالیت می‌کنند تشکیل داده است:
- شبکه دانشگاه‌های مجازی جهان اسلام (CINVU)
- شبکه علوم و فناوری فضایی جهان اسلام (ISNET)
- شبکه توسعه و مدیریت منابع آب جهان اسلام (INWRDAM)
- شبکه اقیانوس‌شناسی جهان اسلام (INOC)
- شبکه پزشکی گرمسیری جهان اسلام (INTROM)
- شبکه فناوری اطلاعات جهان اسلام (INIT)
- شبکه کشاورزی زیست‌نمکی جهان اسلام (INBA)
- شبکه پارکهای علم و فناوری جهان اسلام (INSTP)
- شبکه نانوفناوری جهان اسلام (INN)
- شبکه محیط زیست جهان اسلام (INE)
- شبکه تحقیقات دانش دامپزشکی جهان اسلام (INVSR)
- شبکه منابع انرژی تجدیدشونده جهان اسلام (INRES)
- شبکه مهندسی ژنتیک و زیست‌فناوری جهان اسلام (INOGEB)